# Jon Cryer
Jon Cryer (* 16. dubna 1965, New York, USA) je americký herec, scenárista a filmový producent. Je synem herečky a zpěvačky Gretchen Cryerové. Je znám především díky své roli Alana Harpera v americkém sitcomu Dva a půl chlapa.

## Biografie

### Kariéra
Poprvé účinkoval ve filmu v roce 1984 v romantické komedii Žádná maličkost. V roce 1986 dostal svou druhou roli ve filmu Kráska v růžovém, která jej proslavila. V roce 1987 zahrál roli Lennyho Luthora ve čtvrtém pokračování filmu o Supermanovi s názvem: Superman 4. V roce 1989 získal hlavní roli v televizním seriálu Famous Teddy Z, ale jeho herecký výkon nebyl kritiky hodnocen příliš kladně a seriál byl zrušen po první sérii. V roce 1991 hrál společně s Charlie Sheenem v komedii Žhavé výstřely, kde ztvárnil roli šilhavého pilota Pfaffenbacha. V roce 1995 byl obsazen do role Boba v seriálu Partneři, který byl stejně jako Famous Teddy Z, později zrušen. V roce 1998 napsal a produkoval svůj první film Went to Coney Island on a Mission From God... Be Back by Five, ve kterém si také zahrál hlavní roli. V roce 2000 dostal hlavní roli v seriálu The Trouble with Normal, který byl opět zrušen po první sérii. V roce 2003 dostal svou nejznámější roli Alana Harpera v sitcomu Dva a půl chlapa, za kterou byl v letech 2009 a 2012 oceněn Cenou Emmy (Primetime Emmy Award). V roce 2008 se objevil ve filmu Muka. V roce 2009 účinkoval ve filmech jako Prckové nebo Rosnička.

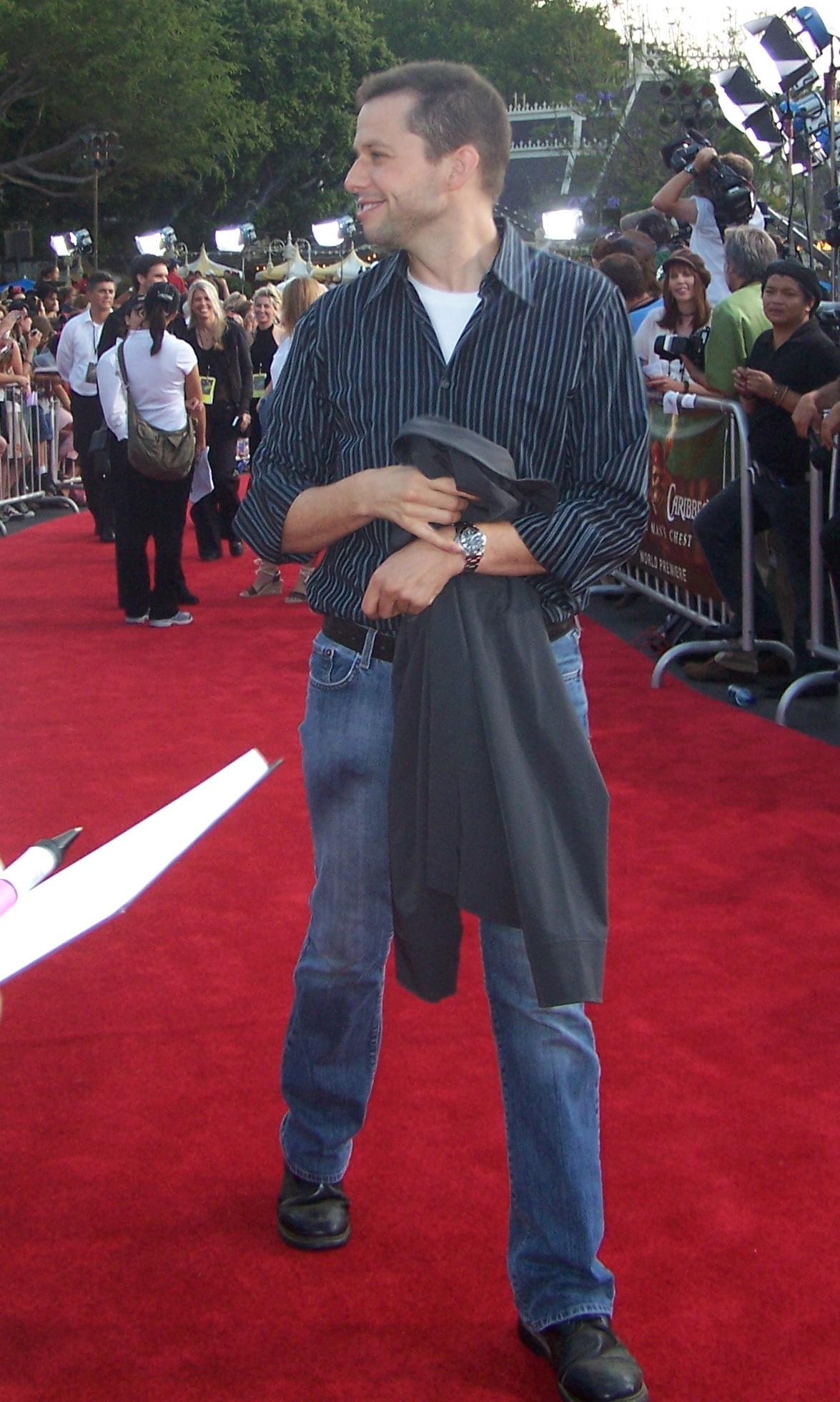
Jon Cryer v roce 2004.

### Osobní život
Narodil se 16. dubna 1965 v New Yorku . Jeho rodiče jsou David a Gretchen Cryerovi. V roce 1999 se oženil s britskou herečkou Sarah Trigger, s kterou má syna Charlieho. V roce 2004 se s herečkou rozvedl a v roce 2007 si vzal reportérku Lisu Joyner.